# Federico Gastón Fernández
Pour les articles homonymes, voir Federico Fernández.
Federico Gastón Fernández, né le 17 octobre 1989, est un joueur international argentin de handball, évoluant au poste d'ailier gauche au sein du club de UNLU et en équipe d'Argentine.
Avec 585 buts marqués au terme du championnat du monde 2019, il est le meilleur buteur de l'histoire de la sélection argentine.

## Biographie
Avec l'équipe d'équipe nationale Argentine, il participe notamment aux Jeux olympiques en 2012 puis en 2016. À l'échelle continentale, il a également remporté de nombreuses médailles lors des Championnats panaméricain et des Jeux panaméricains.
Son frère, Juan Pablo Fernández (es), est également handballeur et tous deux ont participé aux JO de Rio en 2016.

## Palmarès
Jeux olympiques
- 10e place aux Jeux olympiques 2012
- 10e place aux Jeux olympiques 2016
- 12e place aux Jeux olympiques 2020

Championnats du monde
- 18e place au Championnat du monde 2013
- 12e place au Championnat du monde 2015
- 18e place au Championnat du monde 2017
- 17e place au Championnat du monde 2019
- 11e place au Championnat du monde 2021

Championnats panaméricain
- Vainqueur du Championnat panaméricain 2010
- Vainqueur du Championnat panaméricain 2012
- Vainqueur du Championnat panaméricain 2014
- Médaille de bronze au Championnat panaméricain 2016
- Vainqueur du Championnat panaméricain 2018

Jeux panaméricains
- Vainqueur des Jeux panaméricains 2011
- Médaille d'argent des Jeux panaméricains 2015
- Vainqueur des Jeux panaméricains 2019